# Ringsted-Sorø Provsti
Ringsted-Sorø Provsti er et provsti i Roskilde Stift.  Provstiet ligger i Ringsted Kommune og Sorø Kommune.
Ringsted-Sorø Provsti består af 31 sogne med 37 kirker, fordelt på 15 pastorater.

## Pastorater
| Pastorater i Ringsted-Sorø Provsti            | Pastorater i Ringsted-Sorø Provsti      | Pastorater i Ringsted-Sorø Provsti                         |
| --------------------------------------------- | --------------------------------------- | ---------------------------------------------------------- |
| Benløse Pastorat                              | Bringstrup-Sigersted-Gyrstinge Pastorat | Haraldsted-Allindemagle Pastorat                           |
| Jystrup-Valsølille Pastorat                   | Lynge-Vester Broby Pastorat             | Nordrupøster-Farendløse-Sneslev-Ørslev Pastorat            |
| Pedersborg-Bromme Pastorat                    | Ringsted Pastorat                       | Ruds Vedby Pastorat                                        |
| Slaglille-Bjernede-Alsted-Fjenneslev Pastorat | Sorø Pastorat                           | Stenmagle-Stenlille-Munke Bjergby-Kirke Flinterup Pastorat |
| Tersløse-Skellebjerg-Niløse Pastorat          | Vetterslev-Høm Pastorat                 | Vigersted-Kværkeby Pastorat                                |

## Sogne
| Sogne i Ringsted-Sorø Provsti | Sogne i Ringsted-Sorø Provsti    | Sogne i Ringsted-Sorø Provsti |
| ----------------------------- | -------------------------------- | ----------------------------- |
| Alsted Sogn                   | Benløse Sogn                     | Bjernede Sogn                 |
| Bringstrup Sogn               | Bromme Sogn                      | Farendløse Sogn               |
| Fjenneslev Sogn               | Gyrstinge Sogn                   | Haraldsted-Allindemagle Sogn  |
| Høm Sogn                      | Jystrup Sogn                     | Kirke Flinterup Sogn          |
| Kværkeby Sogn                 | Lynge Sogn                       | Munke Bjergby Sogn            |
| Nordrupøster Sogn             | Pedersborg Sogn                  | Ringsted Sogn                 |
| Ruds Vedby Sogn               | Sigersted Sogn                   | Slaglille Sogn                |
| Sneslev Sogn                  | Sorø Sogn                        | Stenlille Sogn                |
| Stenmagle Sogn                | Tersløse-Skellebjerg-Niløse Sogn | Valsølille Sogn               |
| Vester Broby Sogn             | Vetterslev Sogn                  | Vigersted Sogn                |
| Ørslev Sogn                   |                                  |                               |